# Mina Typ 97 I-Go
Mina Typ 97 I-Go (97-Shiki Sho-Sagyoki, Miniaturowy pojazd saperski Typ 97)  – japońska mina samobieżna (goliat) z okresu II wojny światowej przeznaczona do niszczenia umocnionych punktów oporu nieprzyjaciela.

## Historia
Nad pracami projektowymi nowej broni które rozpoczęto w 1933 czuwał generał Reikichi Tada, pierwszą drewnianą makietę miny stworzono jesienią 1933, a pierwszy prototyp powstał sześć miesięcy później. Projekt nosił nazwę kodową I-Go („I” oznaczało „jeden” czy „pierwszy”, a „Go” to „numer”). Pojazd liczył 142,5 centymetrów długości, 63,5 centymetrów szerokości i 46 centymetrów wysokości, jego masa wynosiła 200 kilogramów, napędzany był dwoma silnikami elektrycznymi o łącznej mocy 2 KM. Prędkość maksymalna pojazdu w terenie wynosiła 4 km/h. \ Całość nadwozia wykonana była z płyt stalowych. W pierwszej wersji, nazywanej „Ko” (kou, 光 – „lekki”, „mały”) pojazd przewoził 35 kilogramów materiału wybuchowego.
Pod koniec 1934 opracowano drugą wersję pojazdu, nazwaną „Otsu” (おつ – „późniejszy”, „drugi”), o rozmiarach 198,0 × 117,0 × 56,0 centymetrów i masie 400 kilogramów napędzaną silnikiem o mocy 4 KM który mógł przewozić do 300 kilogramów materiału wybuchowego.
Sterowanie pojazdem odbywało się za pomocą czterech kabli, trzy z nich służyło bezpośrednio do sterowania pojazdem, a jeden zasilał go prądem
Obydwa pojazdy zostały przyjęte na służbę w 1937 (według kalendarza japońskiego 2597) i otrzymały oficjalną nazwę Miniaturowy pojazd saperski Typ 97, ale były popularnie znane pod ich początkową nazwą kodową I-Go. Według niektórych źródeł prawidłowa nazwa pojazdu brzmi 98-Shiki Sho-Sagyoki (Typ 98 Ya-I-Go, Miniaturowy pojazd saperski Typ 98, usprawniony pierwszy model).
Pojazdy były użyte bojowe przez 27 Niezależny Pułk Saperów w czasie walk w Mandżurii.